# Championnat d'Europe féminin de football des moins de 17 ans 2011
Cet article traite de l'épreuve féminine. Pour la compétition masculine, voir Championnat d'Europe de football des moins de 17 ans 2011.
Navigation
Édition 2010 Édition 2012
La 4e édition du Championnat d'Europe de football féminin des moins de 17 ans  est un tournoi de football féminin qui s'est déroulé en Suisse du 28 au 31 juillet 2011.

## Tour de Qualification
Les premiers de chaque groupe ainsi que les cinq meilleurs deuxièmes sont qualifiés pour le second tour de qualification.
Les 15 qualifiés rejoindront l'Allemagne, qualifiés d'office pour le deuxième tour au titre de meilleur nation européenne.
L'équipe organisatrice est indiquée en italique.

### Groupe 1
| Rang | Équipe     | Pts | J | G | N | P | Bp | Bc | Diff |  | Résultats (▼ dom., ► ext.) |  |     |     |     |
| ---- | ---------- | --- | - | - | - | - | -- | -- | ---- |  | -------------------------- |  | --- | --- | --- |
| 1    | Finlande   | 7   | 3 | 2 | 1 | 0 | 9  | 0  | +9   |  | Finlande                   |  | 0-0 | 1-0 | 8-0 |
| 2    | Norvège    | 5   | 3 | 1 | 2 | 0 | 11 | 3  | +8   |  | Norvège                    |  |     | 3-3 | 8-0 |
| 3    | Serbie     | 2   | 3 | 0 | 2 | 1 | 4  | 5  | -1   |  | Serbie                     |  |     |     | 1-1 |
| 4    | Kazakhstan | 1   | 3 | 0 | 1 | 2 | 1  | 17 | -16  |  | Kazakhstan                 |  |     |     |     |

### Groupe 2
| Rang | Équipe            | Pts | J | G | N | P | Bp | Bc | Diff |  | Résultats (▼ dom., ► ext.) |  |     |     |     |
| ---- | ----------------- | --- | - | - | - | - | -- | -- | ---- |  | -------------------------- |  | --- | --- | --- |
| 1    | Tchéquie          | 9   | 3 | 3 | 0 | 0 | 13 | 0  | +13  |  | Tchéquie                   |  | 2-0 | 3-0 | 8-0 |
| 2    | Irlande           | 6   | 3 | 2 | 0 | 1 | 5  | 2  | +3   |  | Irlande                    |  |     | 1-0 | 4-0 |
| 3    | Irlande du Nord   | 3   | 3 | 1 | 0 | 2 | 4  | 4  | 0    |  | Irlande du Nord            |  |     |     | 4-0 |
| 4    | Macédoine du Nord | 0   | 3 | 0 | 0 | 3 | 0  | 16 | -16  |  | Macédoine du Nord          |  |     |     |     |

### Groupe 3
| Rang | Équipe   | Pts | J | G | N | P | Bp | Bc | Diff |  | Résultats (▼ dom., ► ext.) |  |     |     |     |
| ---- | -------- | --- | - | - | - | - | -- | -- | ---- |  | -------------------------- |  | --- | --- | --- |
| 1    | Danemark | 9   | 3 | 3 | 0 | 0 | 11 | 1  | +10  |  | Danemark                   |  | 3-0 | 2-1 | 6-0 |
| 2    | Slovénie | 6   | 3 | 2 | 0 | 1 | 3  | 4  | -1   |  | Slovénie                   |  |     | 2-1 | 1-0 |
| 3    | Hongrie  | 3   | 3 | 1 | 0 | 2 | 8  | 5  | +3   |  | Hongrie                    |  |     |     | 6-1 |
| 4    | Moldavie | 0   | 3 | 0 | 0 | 3 | 1  | 13 | -12  |  | Moldavie                   |  |     |     |     |

### Groupe 4
| Rang | Équipe      | Pts | J | G | N | P | Bp | Bc | Diff |  | Résultats (▼ dom., ► ext.) |  |     |     |      |
| ---- | ----------- | --- | - | - | - | - | -- | -- | ---- |  | -------------------------- |  | --- | --- | ---- |
| 1    | Espagne     | 9   | 3 | 3 | 0 | 0 | 16 | 0  | +16  |  | Espagne                    |  | 1-0 | 2-0 | 13-0 |
| 2    | Pays-Bas    | 6   | 3 | 2 | 0 | 1 | 17 | 1  | +16  |  | Pays-Bas                   |  |     | 3-0 | 14-0 |
| 3    | Biélorussie | 3   | 3 | 1 | 0 | 2 | 2  | 5  | -3   |  | Biélorussie                |  |     |     | 2-0  |
| 4    | Géorgie     | 0   | 3 | 0 | 0 | 3 | 0  | 29 | -29  |  | Géorgie                    |  |     |     |      |

### Groupe 5
| Rang | Équipe   | Pts | J | G | N | P | Bp | Bc | Diff |  | Résultats (▼ dom., ► ext.) |  |     |      |      |
| ---- | -------- | --- | - | - | - | - | -- | -- | ---- |  | -------------------------- |  | --- | ---- | ---- |
| 1    | Islande  | 9   | 3 | 3 | 0 | 0 | 29 | 1  | +28  |  | Islande                    |  | 5-1 | 14-0 | 10-0 |
| 2    | Italie   | 6   | 3 | 2 | 0 | 1 | 12 | 5  | +7   |  | Italie                     |  |     | 7-0  | 4-0  |
| 3    | Lituanie | 3   | 3 | 1 | 0 | 2 | 1  | 21 | -20  |  | Lituanie                   |  |     |      | 1-0  |
| 4    | Bulgarie | 0   | 3 | 0 | 0 | 3 | 0  | 15 | -15  |  | Bulgarie                   |  |     |      |      |

### Groupe 6
| Rang | Équipe     | Pts | J | G | N | P | Bp | Bc | Diff |  | Résultats (▼ dom., ► ext.) |  |     |     |     |
| ---- | ---------- | --- | - | - | - | - | -- | -- | ---- |  | -------------------------- |  | --- | --- | --- |
| 1    | Belgique   | 7   | 3 | 2 | 1 | 0 | 10 | 0  | +10  |  | Belgique                   |  | 0-0 | 3-0 | 7-0 |
| 2    | Angleterre | 7   | 3 | 2 | 1 | 0 | 9  | 0  | +9   |  | Angleterre                 |  |     | 2-0 | 7-0 |
| 3    | Turquie    | 3   | 3 | 1 | 0 | 2 | 7  | 5  | +2   |  | Turquie                    |  |     |     | 7-0 |
| 4    | Arménie    | 0   | 3 | 0 | 0 | 3 | 0  | 21 | -21  |  | Arménie                    |  |     |     |     |

### Groupe 7
| Rang | Équipe   | Pts | J | G | N | P | Bp | Bc | Diff |  | Résultats (▼ dom., ► ext.) |  |     |     |     |
| ---- | -------- | --- | - | - | - | - | -- | -- | ---- |  | -------------------------- |  | --- | --- | --- |
| 1    | Écosse   | 9   | 3 | 3 | 0 | 0 | 6  | 1  | +5   |  | Écosse                     |  | 1-0 | 3-1 | 2-0 |
| 2    | Roumanie | 4   | 3 | 1 | 1 | 1 | 2  | 1  | +1   |  | Roumanie                   |  |     | 0-0 | 2-0 |
| 3    | Autriche | 4   | 3 | 1 | 1 | 1 | 2  | 3  | -1   |  | Autriche                   |  |     |     | 1-0 |
| 4    | Ukraine  | 0   | 3 | 0 | 0 | 3 | 0  | 5  | -5   |  | Ukraine                    |  |     |     |     |

### Groupe 8
| Rang | Équipe  | Pts | J | G | N | P | Bp | Bc | Diff |  | Résultats (▼ dom., ► ext.) |  |     |     |     |
| ---- | ------- | --- | - | - | - | - | -- | -- | ---- |  | -------------------------- |  | --- | --- | --- |
| 1    | Suède   | 9   | 3 | 3 | 0 | 0 | 8  | 2  | +6   |  | Suède                      |  | 3-2 | 3-0 | 2-0 |
| 2    | France  | 6   | 3 | 2 | 0 | 1 | 15 | 3  | +12  |  | France                     |  |     | 4-0 | 9-0 |
| 3    | Croatie | 1   | 3 | 0 | 1 | 2 | 2  | 9  | -7   |  | Croatie                    |  |     |     | 2-2 |
| 4    | Israël  | 1   | 3 | 0 | 1 | 2 | 2  | 13 | -11  |  | Israël                     |  |     |     |     |

### Groupe 9
| Rang | Équipe   | Pts | J | G | N | P | Bp | Bc | Diff |  | Résultats (▼ dom., ► ext.) |  |     |     |      |
| ---- | -------- | --- | - | - | - | - | -- | -- | ---- |  | -------------------------- |  | --- | --- | ---- |
| 1    | Suisse   | 9   | 3 | 3 | 0 | 0 | 13 | 0  | +13  |  | Suisse                     |  | 1-0 | 6-0 | 6-0  |
| 2    | Pologne  | 6   | 3 | 2 | 0 | 1 | 20 | 1  | +19  |  | Pologne                    |  |     | 9-0 | 11-0 |
| 3    | Estonie  | 3   | 3 | 1 | 0 | 2 | 5  | 16 | -11  |  | Estonie                    |  |     |     | 5-1  |
| 4    | Lettonie | 0   | 3 | 0 | 0 | 3 | 1  | 22 | -21  |  | Lettonie                   |  |     |     |      |

### Groupe 10
| Rang | Équipe         | Pts | J | G | N | P | Bp | Bc | Diff |  | Résultats (▼ dom., ► ext.) |  |     |     |     |
| ---- | -------------- | --- | - | - | - | - | -- | -- | ---- |  | -------------------------- |  | --- | --- | --- |
| 1    | Pays de Galles | 7   | 3 | 2 | 1 | 0 | 10 | 3  | +7   |  | Pays de Galles             |  | 2-2 | 4-1 | 4-0 |
| 2    | Russie         | 7   | 3 | 2 | 1 | 0 | 7  | 4  | +3   |  | Russie                     |  |     | 3-2 | 2-0 |
| 3    | Grèce          | 3   | 3 | 1 | 0 | 2 | 8  | 8  | 0    |  | Grèce                      |  |     |     | 5-1 |
| 4    | Îles Féroé     | 0   | 3 | 0 | 0 | 3 | 1  | 11 | -10  |  | Îles Féroé                 |  |     |     |     |

### Classement des meilleurs deuxièmes
On détermine les cinq meilleurs deuxièmes de groupes en ne prenant en compte que ses résultats contre le premier et le troisième de son groupe.
Voici le classement final des deuxièmes de groupes :
| Rang | Équipe     | Pts | J | G | N | P | Bp | Bc | Diff |
| ---- | ---------- | --- | - | - | - | - | -- | -- | ---- |
| 1    | Angleterre | 4   | 2 | 1 | 1 | 0 | 2  | 0  | +2   |
| 2    | Russie     | 4   | 2 | 1 | 1 | 0 | 5  | 4  | +1   |
| 3    | Pologne    | 3   | 2 | 1 | 0 | 1 | 9  | 1  | +8   |
| 4    | Italie     | 3   | 2 | 1 | 0 | 1 | 8  | 5  | +3   |
| 5    | France     | 3   | 2 | 1 | 0 | 1 | 6  | 3  | +3   |
| 6    | Pays-Bas   | 3   | 2 | 1 | 0 | 1 | 3  | 1  | +2   |
| 7    | Irlande    | 3   | 2 | 1 | 0 | 1 | 1  | 2  | -1   |
| 8    | Slovénie   | 3   | 2 | 1 | 0 | 1 | 2  | 4  | -2   |
| 9    | Norvège    | 2   | 2 | 0 | 2 | 0 | 3  | 3  | 0    |
| 10   | Roumanie   | 1   | 2 | 0 | 1 | 1 | 0  | 1  | -1   |

## Tour Elite
Le tirage a eu lieu le 16 novembre 2010. Quatre groupes de quatre équipes sont donc constitués, les premiers de chaque poule se qualifiant pour la phase finale se déroulant en Suisse du jeudi 28 juillet 2011 au dimanche 31 juillet 2011.

Les équipes qualifiées :
- Allemagne
- Finlande
- Tchéquie
- Danemark
- Espagne
- Islande
- Italie
- Belgique
- Angleterre
- Écosse
- Suède
- France
- Suisse
- Pologne
- Pays de Galles
- Russie

L'équipe organisatrice est indiquée en italique.

### Groupe 1
| Rang | Équipe     | Pts | J | G | N | P | Bp | Bc | Diff |  | Résultats (▼ dom., ► ext.) |  |     |     |     |
| ---- | ---------- | --- | - | - | - | - | -- | -- | ---- |  | -------------------------- |  | --- | --- | --- |
| 1    | Islande    | 9   | 3 | 3 | 0 | 0 | 8  | 1  | +7   |  | Islande                    |  | 2-0 | 2-0 | 4-1 |
| 2    | Pologne    | 6   | 3 | 2 | 0 | 1 | 5  | 4  | +1   |  | Pologne                    |  |     | 2-1 | 3-1 |
| 3    | Angleterre | 3   | 3 | 1 | 0 | 2 | 2  | 4  | -2   |  | Angleterre                 |  |     |     | 1-0 |
| 4    | Suède      | 0   | 3 | 0 | 0 | 3 | 2  | 8  | -6   |  | Suède                      |  |     |     |     |

### Groupe 2
| Rang | Équipe   | Pts | J | G | N | P | Bp | Bc | Diff |  | Résultats (▼ dom., ► ext.) |  |     |     |     |
| ---- | -------- | --- | - | - | - | - | -- | -- | ---- |  | -------------------------- |  | --- | --- | --- |
| 1    | Espagne  | 6   | 3 | 2 | 0 | 1 | 9  | 4  | +5   |  | Espagne                    |  | 2-0 | 1-3 | 6-1 |
| 2    | Belgique | 6   | 3 | 2 | 0 | 1 | 2  | 2  | 0    |  | Belgique                   |  |     | 1-0 | 1-0 |
| 3    | Tchéquie | 4   | 3 | 1 | 1 | 1 | 4  | 3  | +1   |  | Tchéquie                   |  |     |     | 1-1 |
| 4    | Italie   | 1   | 3 | 0 | 1 | 2 | 2  | 8  | -6   |  | Italie                     |  |     |     |     |

### Groupe 3
| Rang | Équipe    | Pts | J | G | N | P | Bp | Bc | Diff |  | Résultats (▼ dom., ► ext.) |  |     |     |     |
| ---- | --------- | --- | - | - | - | - | -- | -- | ---- |  | -------------------------- |  | --- | --- | --- |
| 1    | Allemagne | 9   | 3 | 3 | 0 | 0 | 17 | 0  | +17  |  | Allemagne                  |  | 3-0 | 5-0 | 9-0 |
| 2    | Danemark  | 6   | 3 | 2 | 0 | 1 | 8  | 4  | +4   |  | Danemark                   |  |     | 3-1 | 5-0 |
| 3    | Finlande  | 3   | 3 | 1 | 0 | 2 | 3  | 8  | -5   |  | Finlande                   |  |     |     | 2-0 |
| 4    | Russie    | 0   | 3 | 0 | 0 | 3 | 0  | 16 | -16  |  | Russie                     |  |     |     |     |

### Groupe 4
| Rang | Équipe         | Pts | J | G | N | P | Bp | Bc | Diff |  | Résultats (▼ dom., ► ext.) |  |     |     |     |
| ---- | -------------- | --- | - | - | - | - | -- | -- | ---- |  | -------------------------- |  | --- | --- | --- |
| 1    | France         | 9   | 3 | 3 | 0 | 0 | 8  | 1  | +7   |  | France                     |  | 4-1 | 2-0 | 2-0 |
| 2    | Écosse         | 4   | 3 | 1 | 1 | 1 | 5  | 5  | 0    |  | Écosse                     |  |     | 1-1 | 3-0 |
| 3    | Pays de Galles | 2   | 3 | 0 | 2 | 1 | 2  | 4  | -2   |  | Pays de Galles             |  |     |     | 1-1 |
| 4    | Suisse         | 1   | 3 | 0 | 1 | 2 | 1  | 6  | -5   |  | Suisse                     |  |     |     |     |

## Tournoi Final

### Demi-finales
| 28 juillet 2011 14h00 | Islande | 0 - 4 | Espagne                                                |                       |                       |
|                       |         |       | García 12e · Putellas 34e 36e · Viggosdóttir 67e (csc) | Arbitrage : Ghisletta | Arbitrage : Ghisletta |
|                       | Rapport |       |                                                        | Arbitrage : Ghisletta | Arbitrage : Ghisletta |

| 28 juillet 2011 18h00 | Allemagne             | 2 - 2 a. p. t. a. b. 5 - 6 | France                      |                        |                        |
|                       | Magull 8e · Jäger 68e |                            | Lavogez 49e · Belkacemi 60e | Arbitrage : Mpoumpouri | Arbitrage : Mpoumpouri |
|                       | Rapport               |                            |                             | Arbitrage : Mpoumpouri | Arbitrage : Mpoumpouri |

### Match pour la3eplace
| 31 juillet 2011 14h00 | Islande                                | 2 - 8 | Allemagne                                                 |                        |                        |
|                       | Thrastadróttir 48e · Lúdvíksdóttir 80e |       | Däbritz 12e · Magull 15 · Jäger 26e 38e 67e · Leupolz 69e | Arbitrage : Mpoumpouri | Arbitrage : Mpoumpouri |
|                       | Rapport                                |       |                                                           | Arbitrage : Mpoumpouri | Arbitrage : Mpoumpouri |

### Finale
| 31 juillet 2011 18h00 | Espagne       | 1 - 0 | France |                       |                       |
|                       | Pomares 80+2e |       |        | Arbitrage : Ghisletta | Arbitrage : Ghisletta |
|                       | Rapport       |       |        | Arbitrage : Ghisletta | Arbitrage : Ghisletta |